# Lussat (Puy-de-Dôme)
Lussat – miejscowość i gmina we Francji, w regionie Owernia-Rodan-Alpy, w departamencie Puy-de-Dôme.
Według danych na rok 1990 gminę zamieszkiwało 765 osób, a gęstość zaludnienia wynosiła 83 osoby/km² (wśród 1310 gmin Owernii Lussat plasuje się na 290. miejscu pod względem liczby ludności, natomiast pod względem powierzchni na miejscu 841.).